# Volksbefragung über die politische Zukunft Kataloniens 2014

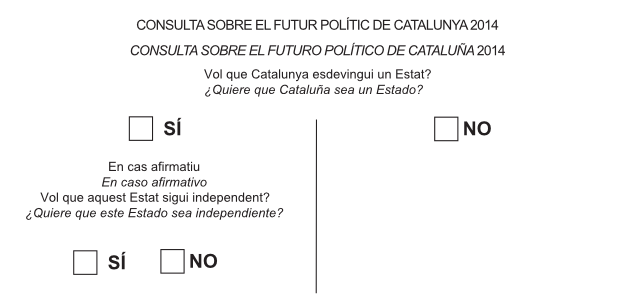
Muster des Stimmzettels der Volksbefragung

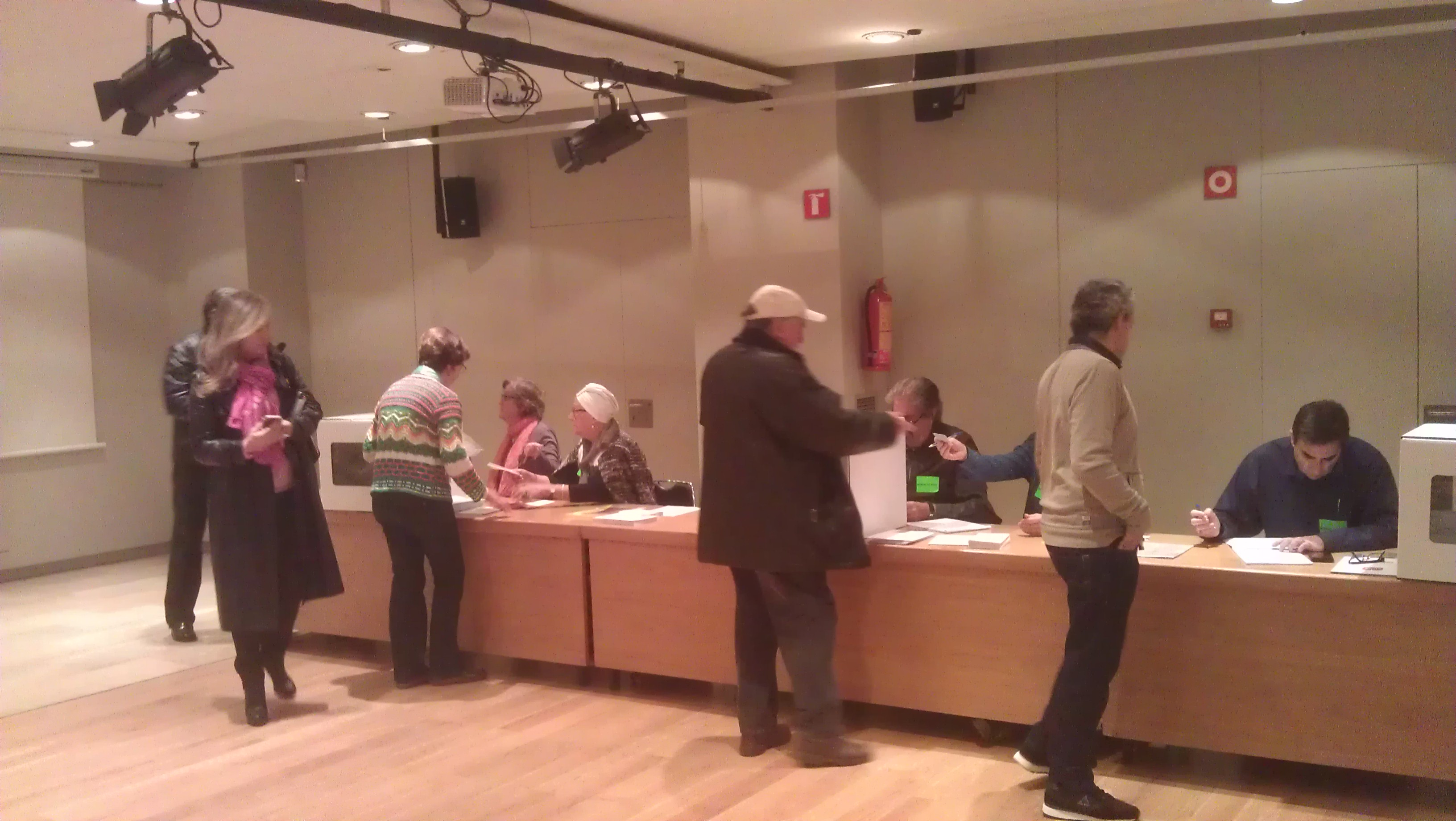
Wahllokal am Passeig de Gràcia No. 107 in Barcelona für im Ausland wohnende Katalanen am 9. November 2014

Die Volksbefragung über die politische Zukunft Kataloniens 2014 war eine von der katalanischen Regionalregierung offiziell als „Bürgerbeteiligungsprozess“ bezeichnete Abstimmung über die politische Zukunft der Region am 9. November 2014.
Zunächst hatte die Regionalregierung im September 2014 für diesen Tag per Dekret eine förmliche Volksbefragung angesetzt. Den Bürgern Kataloniens sollte in der Volksbefragung folgende Frage vorgelegt werden: „Wollen Sie, dass aus Katalonien ein Staat wird?“ Wer diese Frage mit „ja“ beantwortet, sollte sich noch zu einer zweiten Frage äußern, nämlich: „Wollen Sie, dass dieser Staat unabhängig ist?“ Die Befragung sollte konsultativ sein, also keine direkten Rechtswirkungen entfalten. Zu einer solchen förmlichen Volksbefragung ist es aber nicht gekommen, weil das Dekret aufgrund eines von der spanischen Regierung beim Verfassungsgericht gestellten Normenkontrollantrags außer Vollzug gesetzt wurde.
Stattdessen leitete die Regionalregierung ohne jede gesetzliche Grundlage den Bürgerbeteiligungsprozess mit einer „alternativen Abstimmung“ ebenfalls am 9. November 2014 ein, bei der dieselben Stimmzettel verwendet wurden.
Am 9. November 2014 beteiligten sich nach Angaben der Regionalregierung etwa ein Drittel der hierzu Berechtigten an der Abstimmung. Von diesen stimmten etwa 80 % für eine Unabhängigkeit der Region von Spanien (beantworteten also beide Fragen mit „Ja“).
In der spanischsprachigen Presse wurde für die Abstimmung überwiegend der Begriff consulta soberanista oder einfach 9-N (für 9. November) gebraucht.

## Katalonien als Autonome Gemeinschaft in Spanien
Seit 1979 hat die Region Katalonien den Status einer Autonomen Gemeinschaft in Spanien. Die Autonomen Gemeinschaften sind in ihrer Kompetenzausstattung mit den deutschen Bundesländern vergleichbar und verfügen auch über weitreichende Gesetzgebungszuständigkeiten. Allerdings handelt es sich bei ihnen formell nicht um Gliedstaaten, da Spanien kein Bundesstaat ist.
Die politischen Institutionen Kataloniens sind unter dem traditionellen Namen Generalitat de Catalunya zusammengefasst und umfassen das Regionalparlament (Parlament de Catalunya), den von diesem gewählten Ministerpräsidenten (President de la Generalitat) und die von diesem gebildete Regierung (Govern).

## Autonomiestatut von 2006 und Urteil des Verfassungsgerichts
2006 war für die Region Katalonien ein neues Autonomiestatut in Kraft getreten. Bei den Autonomiestatuten handelt es sich um die „Verfassungen“ der Autonomen Gemeinschaften, insbesondere sind sie für die Kompetenzverteilung zwischen dem spanischen Staat und den Regionen von Bedeutung. Die Verabschiedung und Änderung der Autonomiestatute erfordert die Zustimmung sowohl des jeweiligen Regionalparlaments als auch des spanischen Parlaments und im Falle Kataloniens der anschließenden Annahme in einer Volksabstimmung in der Region.
In der Volksabstimmung vom 18. Juni 2006 sprachen sich 73,9 % der Wähler (bei einer Abstimmungsbeteiligung von 49 %) für das neue Statut aus. Der Text war durch das spanische Parlament erst nach teils gravierenden Änderungen bestätigt worden. Nach Unterzeichnung durch König Juan Carlos I. trat das Gesetz am 9. August 2006 in Kraft.
Gegen das neue Autonomiestatut richtete die konservative PP einen Normenkontrollantrag, in dem diese die Verfassungsmäßigkeit von 114 der insgesamt 223 Artikel des Gesetzeswerks anzweifelte. Das Urteil des Verfassungsgerichts wurde nach einer Verfahrensdauer von vier Jahren erst am 28. Juni 2010 verkündet. In diesem erklärte das Gericht aber lediglich 14 Bestimmungen des Autonomiestatuts für verfassungswidrig und bestimmte für 27 weitere, wie diese verfassungsgemäß auszulegen seien, und wies den Antrag in seinen sonstigen Punkten ab. Dennoch wurde es von weiten Teilen der öffentlichen Meinung in Katalonien heftig kritisiert.

## Entwicklungen in der IX. Legislaturperiode des Regionalparlaments (2010–2012)
Im November 2010 wurde in Katalonien ein neues Regionalparlament gewählt, und eine Minderheitsregierung der katalanisch-bürgerlichen CiU unter Artur Mas löste die seit 2003 regierende Linkskoalition aus PSC, ERC und ICV-EUiA ab.
Mitbedingt durch die Wirtschafts- und Finanzkrise, spitzten sich in dieser Legislaturperiode die Gegensätze zwischen der spanischen Regierung und der Regierung Kataloniens zu, insbesondere nachdem im Dezember 2011 in Madrid die konservative PP mit Ministerpräsident Mariano Rajoy die sozialdemokratische PSOE an der Regierung abgelöst hatte. So lehnte Rajoy es ab, in Verhandlungen über einen finanziellen Sonderstatus Kataloniens (ähnlich dem des Baskenlandes und Navarras; vgl. Finanzbeziehungen zwischen dem Staat und den Autonomen Gemeinschaften) einzutreten.

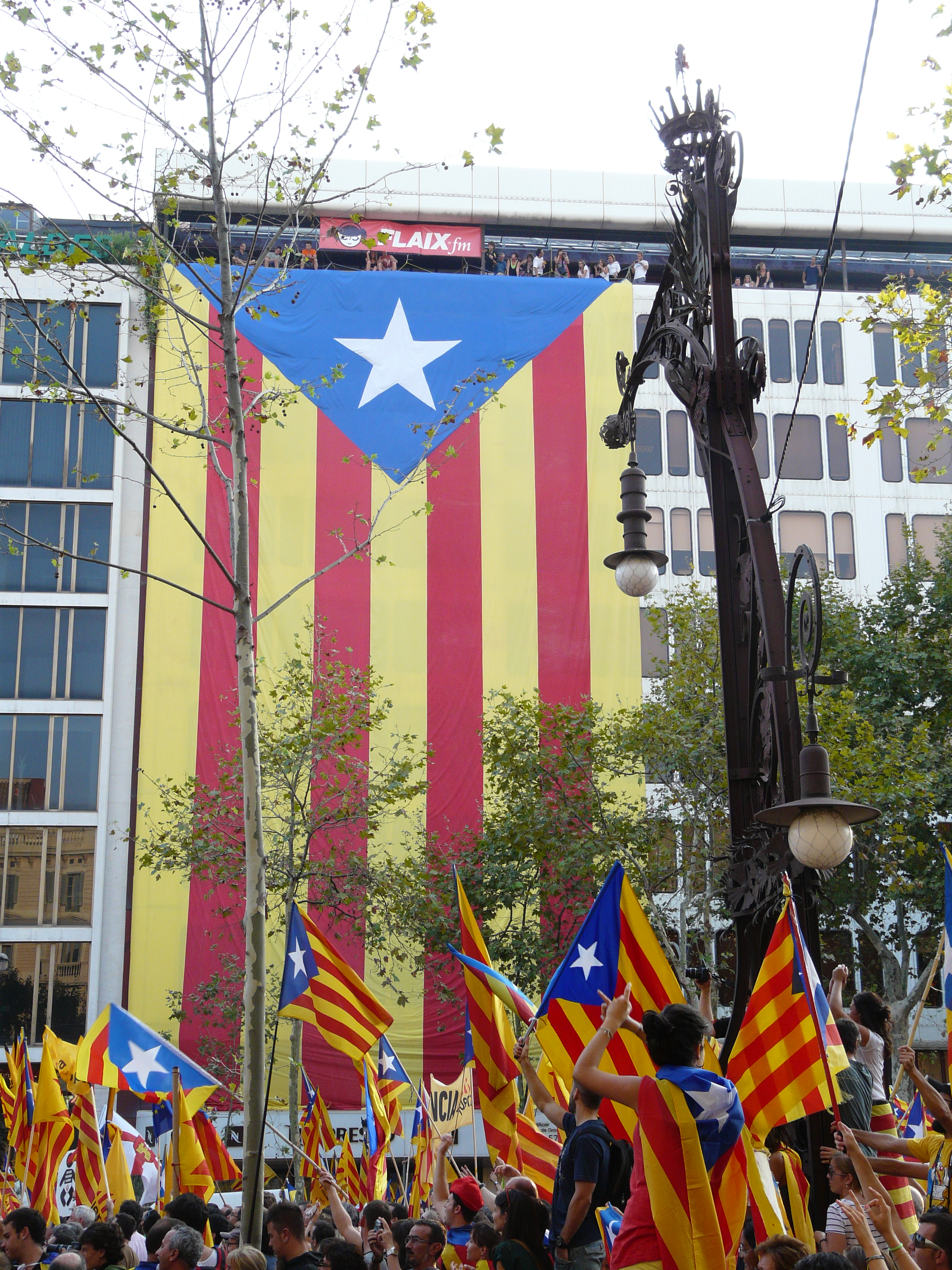
Die Estelada, die Fahne der katalanischen Unabhängigkeitsbewegung, an einem Gebäude auf dem Passeig de Gràcia in Barcelona während der Demonstration vom 11. September 2012

Am 11. September 2012, dem Nationalfeiertag Kataloniens, fand in Barcelona unter dem Motto „Catalunya nou Estat d’Europa“ („Katalonien, ein neuer Staat Europas“) eine Demonstration der Unabhängigkeitsbewegung statt. Der Zustrom übertraf die Erwartungen erheblich. Die Teilnehmerzahl betrug (je nach Quelle) zwischen 600.000 und 2 Mio. (also zwischen 8 und 25 % der Gesamteinwohnerzahl der Region). Am nächsten Tag äußerte Ministerpräsident Artur Mas im Rahmen einer offiziellen Erklärung, dass jetzt die Zeit gekommen sei, Katalonien mit „staatlichen Strukturen“ zu versehen.
In der Generaldebatte über die Politik seiner Regierung kündigte Mas am 25. September 2012 im Regionalparlament an, Neuwahlen für den 25. November 2012 anzuberaumen. Er begründete dies mit der außergewöhnlichen Lage, die mit der Massendemonstration vom 11. September und der Weigerung des spanischen Ministerpräsidenten Mariano Rajoy (PP), in Verhandlungen über den pacto fiscal einzutreten, entstanden sei. In dieser Debatte nahm das Regionalparlament mit 84 Stimmen (CiU, ICV, EUiA, ERC und zwei katalanisch-nationalistischen Gruppierungen sowie ein Abgeordneter der PSC) bei 21 Gegenstimmen (PP und Ciutadans) bei 25 Enthaltungen (die restlichen Abgeordneten der PSC) eine Resolution an, in der es heißt:

«El Parlament de Catalunya constata la necessitat que el poble de Catalunya pugui determinar lliurement i democràticament el seu futur col·lectiu i insta el govern a fer una consulta prioritàriament dins la pròxima legislatura.»

„Das Parlament von Katalonien konstatiert die Notwendigkeit, dass das Volk von Katalonien frei und demokratisch über seine kollektive Zukunft entscheidet, und fordert die Regierung auf, hierüber eine Volksbefragung durchzuführen, vorzugsweise in der nächsten Legislaturperiode.“

Entsprechend der Vorgeschichte war der Wahlkampf stark durch das Thema der zukünftigen Beziehung Kataloniens zu Spanien geprägt: Die ERC trat offen für eine Unabhängigkeit von Spanien ein, während die CiU in ihrem Wahlprogramm zwar die Verwendung des Begriffs „Unabhängigkeit“ vermied, aber von einem „eigenen Staat“ im Rahmen der Europäischen Union sprach. Die PSC befürwortete hingegen den Verbleib bei Spanien und dessen Umgestaltung in einen Bundesstaat, während die PP die geltenden Autonomieregelungen beibehalten wollte.
Nach der Wahl setzt sich das katalanische Regionalparlament wie folgt zusammen:
- Parteien, die im September 2012 für die Resolution gestimmt hatten: CiU 50 Abgeordnete (−12); ERC 21 Abgeordnete (+11); ICV-EUiA 13 Abgeordnete (+3); hinzu kommt die neu ins Parlament eingezogene linksalternativ-katalanische CUP, die Volksabstimmung und Unabhängigkeit Kataloniens befürwortet, mit 3 Abgeordneten
- die PSC, die sich im September 2012 enthalten hatte, mit 20 Abgeordneten (−8)
- Parteien, die im September 2012 gegen die Resolution gestimmt hatten: PP 19 Abgeordnete (+1) und Ciutadans (Cs) 9 Abgeordnete (+6)

## Entwicklungen in der X. Legislaturperiode des Regionalparlaments (2012–2013)

Sitzverteilung im katalanischen Regionalparlament nach der Wahl 2012 – Anordnung der Parteien nach ihrer Haltung zur Frage Unabhängigkeit/Volksbefragung: CUP/ERC: Unabhängigkeit nach Referendum; CiU: „eigener Staat in Europa“ nach Volksabstimmung; ICV-EUiA: Bejahung des Selbstbestimmungsrecht und der Volksbefragung; PSC: Bundesstaat; PP/C’s: Gegner von Unabhängigkeit und Volksbefragung

Nach der Wahl traten die katalanisch-bürgerliche CiU und die linkskatalanische ERC in Verhandlungen über ein Tolerierungsabkommen ein. In diesem vereinbarten sie, einen Prozess einzuleiten, der möglichst im Jahre 2014 in einer Volksbefragung darüber münden soll, ob aus Katalonien ein „Staat im europäischen Rahmen“ werden soll. Daraufhin wurde Artur Mas mit den Stimmen der ERC erneut zum Ministerpräsidenten einer CiU-Minderheitsregierung gewählt.
Am 23. Januar 2013 verabschiedete das Regionalparlament daraufhin eine Resolution, in der es u. a. heißt, dass „das Volk von Katalonien aus Gründen demokratischer Legitimität den Charakter eines souveränen politischen und rechtlichen Subjekts hat“ und in der der Entschluss zur Abhaltung eines Referendums erneut bekräftigt wurde. Die Resolution wurde mit 85 Stimmen (CiU, ERC, ICV-EUiA und ein Abgeordneter der CUP) angenommen, 41 Abgeordnete (15 der PSC, 17 der PP und die 9 Abgeordneten von Ciutadans) stimmten dagegen. Zwei Abgeordnete der CUP enthielten sich. Zwei Abgeordnete der PP waren krankheitsbedingt nicht anwesend, und fünf Abgeordnete der PSC nahmen aus Protest gegen die Linie ihrer Partei nicht an der Abstimmung teil.
Im Februar 2013 beauftragte die Regionalregierung das bei ihr angesiedelte Institut d'Estudis Autonòmics mit der Ausarbeitung eines Gutachtens über die juristischen Möglichkeiten der Anberaumung einer Volksbefragung, das am 11. März 2013 vorgelegt wurde.
Außerdem schuf die Regionalregierung im März 2013 den Consell Assessor per a la Transició Nacional. Aufgabe dieses Gremiums ist die juristische und politische Beratung der Regionalregierung auf dem Weg des „nationalen Übergangs“ und der „Ausübung des Selbstbestimmungsrechts“ durch die Volksbefragung.
Am 12. Dezember 2013 verkündete Artur Mas gemeinsam mit Vertretern der Parteien CiU, ERC, ICV-EUiA und CUP, dass die Durchführung der Volksbefragung am 9. November 2014 angestrebt werde. Die Fragestellung soll lauten: „Wollen Sie, dass aus Katalonien ein Staat wird?“ Wer diese Frage mit „ja“ beantwortet, soll sich noch zu einer zweiten Frage äußern, nämlich: „Wollen Sie, dass dieser Staat unabhängig ist?“
Auf gesamtspanischer Ebene erklärten die Zentralregierung in Madrid der konservativen PP aber auch die sozialdemokratische Opposition der PSOE (Schwesterpartei der PSC) daraufhin, eine solche Volksbefragung abzulehnen, womit fraglich war, ob sie tatsächlich durchgeführt würde.

## Juristische Wege zur Abhaltung des Referendums
Das Gutachten des Institut d’Estudis Autonòmics vom 11. März 2013 bezeichnet fünf mögliche Wege zur Anberaumung und Abhaltung der Volksbefragung:
- Abhaltung auf Grundlage des katalanischen „Gesetzes über Volksbefragungen per Referendum“. Gegen dieses Gesetz läuft ein Normenkontrollverfahren vor dem Verfassungsgericht. Allerdings hat das Gericht die anfängliche vorläufige Suspendierung des Gesetzes aufgehoben, sodass es derzeit wirksam und in Kraft ist (solange das Gericht keine anderslautende Entscheidung trifft). Auch nach diesem Gesetz bedarf die Abhaltung eines Referendums jedoch der vorherigen Genehmigung der Zentralregierung in Madrid, die derzeit nicht zu erwarten ist.

- Abhaltung auf Grundlage des Art. 92 der spanischen Verfassung. Nach dieser Verfassungsvorschrift können „politische Entscheidungen von besonderer Bedeutung“ einem konsultativen Referendum unterworfen werden. Die Initiative zur Abhaltung eines Referendums auf diesem Wege müsste allerdings von der Zentralregierung ausgehen und anschließend vom spanischen Parlament gebilligt werden. Beides steht nicht zu erwarten. Außerdem sieht Art. 92 der Verfassung vor, dass die Entscheidung einem konsultativen Referendum „aller Bürger“ unterworfen wird, weshalb verfassungsrechtlich umstritten ist, ob sie die Abhaltung einer Volksbefragung nur in einer Region (und nicht in ganz Spanien) überhaupt ermöglicht.

- Übertragung der Zuständigkeit für die Anberaumung und Abhaltung eines Referendums vom Staat auf die Region auf Grundlage von Art. 150 der spanischen Verfassung. Diese Bestimmung ermöglicht es dem spanischen Staat, die Ausübung ihm zustehender Kompetenzen per Gesetz auf einzelne Autonome Gemeinschaften zu übertragen. Diese Lösung hätte damit den Vorteil, dass verfassungsrechtliche Kompetenzprobleme per se nicht auftauchen könnten. Der Entwurf eines solchen Übertragungsgesetzes kann auch vom katalanischen Regionalparlament eingebracht werden, allerdings war aufgrund der Mehrheitsverhältnisse im spanischen Parlament nicht zu erwarten, dass es von diesem auch verabschiedet bzw. überhaupt erst zur weiteren Beratung angenommen würde. Dieser Weg wurde zunächst beschritten (s. u.).

- Verfassungsänderung, die die Abhaltung von Referenden auf Ebene der Regionen ausdrücklich vorsieht. Auch mit dieser Lösung wären kompetenzrechtliche Probleme gelöst. Allerdings ist auch insoweit nicht zu erwarten, dass eine solche Verfassungsänderung im spanischen Parlament die erforderliche Mehrheit finden würde.

- Abhaltung auf Grundlage eines katalanischen „Gesetzes über nicht-referendielle Volksbefragungen und Bürgerbeteiligung“. Der Entwurf eines solchen Gesetzes befand sich zur Zeit der Erstellung des Gutachtens im katalanischen Parlament im Gesetzgebungsverfahren. Eine irgendwie geartete Beteiligung des Zentralstaats im Prozess der Anberaumung und Abhaltung einer „nicht-referendiellen Volksbefragung“ sah er nicht vor. Dies war damit der einzige der fünf Wege, bei dem die katalanischen Institutionen den Prozess vollkommen selbst in der Hand hätten. Dieser Weg wurde eingeschlagen, nachdem zunächst der Weg über Art. 150 der Verfassung gescheitert war (s. u.).

Neben der Frage, auf welchem juristischen Wege eine Volksbefragung in der Region Katalonien anberaumt werden könnte, stellt sich die weitere Frage, ob dann auch die konkrete, von den Parteien beabsichtigte Fragestellung verfassungsrechtlich zulässig wäre, da in Art. 2 der spanischen Verfassung „die unauflösliche Einheit der spanischen Nation“ postuliert wird.

## Vorbereitung und Verlauf der Befragung (2014)

### Gescheiterter Versuch über Art. 150 der Verfassung
Am 16. Januar 2014 entschied das katalanische Parlament, den Weg über Art. 150 der spanischen Verfassung einzuschlagen. Es beschloss, beim spanischen Parlament einen entsprechenden Gesetzentwurf einzubringen. Danach sollte dieses der Region Katalonien die Kompetenz dafür übertragen, „ein konsultatives Referendum, in dem sich die Katalanen über die kollektive politische Zukunft Kataloniens erklären, zu genehmigen, anzuberaumen und durchzuführen“.
Der Gesetzentwurf wurde mit 87 Stimmen angenommen (CiU, ERC, ICV-EUiA und drei Abgeordnete der PSC). Dagegen stimmten 43 Abgeordnete (PP, Ciutadans und 16 der PSC). Die drei Abgeordneten der CUP enthielten sich (die CUP befürwortet zwar auch das Referendum, ist aber der Meinung, dass es dabei keiner Beteiligung Madrids bedarf). Ein Abgeordneter der PSC hatte am Tag vor der Abstimmung sein Mandat aus Protest gegen die Parteilinie niedergelegt, und sein Sitz war noch nicht wieder neu besetzt, ein Abgeordneter der PP war krankheitsbedingt abwesend.
Eine konkrete Fragestellung, die den Bürgern in diesem Referendum vorgelegt werden sollte, enthielt der Gesetzentwurf nicht. Vielmehr sollte es auf Grundlage der Bedingungen abgehalten werden, die mit der Zentralregierung in Madrid noch zu vereinbaren wären (wozu auch die konkrete Fragestellung gehört). Auch ein bestimmtes Datum für die Abhaltung war in dem Gesetzentwurf nicht vorgesehen, wohl aber, dass es noch im Jahr 2014 stattfinden sollte und nicht auf einen Tag von hoher politischer Symbolik fallen durfte, womit z. B. der spanische (12. Oktober) und der katalanische Nationalfeiertag (11. September) nicht in Frage kamen.
Am 8. April 2014 lehnte das spanische Abgeordnetenhaus in erster Lesung erwartungsgemäß den Gesetzentwurf des katalanischen Parlaments zur Übertragung der Kompetenz zur Abhaltung eines Referendums mit 299 Stimmen (PP, PSOE, PSC, UPyD, UPN und Foro Asturias) gegen 47 Stimmen (IU, CiU, ICV-EUiA, CHA, PNV, BNG, ERC, Geroa Bai, Amaiur, Compromís-Q) bei einer Enthaltung (CC) ab. Der Weg, über Art. 150 der Verfassung zu einem Referendum zu kommen, ist damit gescheitert. Artur Mas kündigte darauf an, andere rechtliche Möglichkeiten zur Anberaumung der beabsichtigten Volksbefragung zu suchen bzw. zu schaffen.

### Urteil des Verfassungsgerichts vom 25. März 2014
Mit einem Urteil vom 25. März 2014 erklärte das spanische Verfassungsgericht die vom katalanischen Parlament am 23. Januar 2013 verabschiedete Resolution insoweit für verfassungswidrig und nichtig, als dort von Katalonien als einem „souveränen politischen und rechtlichen Subjekt“ die Rede ist. In dem Urteil heißt es auch,
dass im Rahmen der Verfassung eine Autonome Gemeinschaft nicht einseitig ein Selbstbestimmungsreferendum anberaumen kann, um über ihre Zugehörigkeit zu Spanien zu entscheiden.

### Gesetz über nicht-referendielle Volksbefragungen und Bürgerbeteiligung
Nach dem Scheitern des Versuchs, über Art. 150 der Verfassung zu einer Rechtsgrundlage für die Abhaltung des Referendums zu kommen, wurde der Weg über die Verabschiedung des „Gesetzes über nicht-referendielle Volksbefragungen und Bürgerbeteiligung“ gewählt, das eine Beteiligung von Zentralregierung und -parlament bei der Anberaumung und Abhaltung einer „nicht-referendiellen Volksbefragung“ nicht vorsieht.
Verfassungsrechtlicher Hintergrund dieser Schaffung der Rechtsfigur einer „nicht-referendiellen Volksbefragung“" (consulta popular no referendaria) ist u. a. Art. 149 Abs. 1 Nr. 32 der spanischen Verfassung. Danach ist die Genehmigung der Anberaumung von Volksbefragungen auf dem Wege des Referendums (autorización para la convocatoria de consultas populares por vía de referéndum) eine exklusiv dem Zentralstaat vorbehaltene Kompetenz. Die Abhaltung eines Referendums bedarf danach also der Mitwirkung Madrids, während der Wortlaut der Vorschrift nahelegt, dass es noch andere Arten der Volksbefragung gibt, für die dies nicht gilt.
Das Gesetz wurde am 19. September 2014 vom Regionalparlament mit 106 Stimmen (CiU, ERC, PSC, ICV-EUiA, CUP) gegen 28 Stimmen (PP, Ciutadans) verabschiedet. Die PSC stimmte zwar für das Gesetz, ist aber der Auffassung, dass die beabsichtigte „nicht-referendielle Volksbefragung“ über die politische Zukunft der Region nicht auf dieses Gesetz gestützt werden kann.
Das Gesetz ist am 27. September 2014 mit seiner Veröffentlichung im Amtsblatt Diari Oficial de la Generalitat de Catalunya in Kraft getreten.
Mit dem Gesetz selbst wird die beabsichtigte Volksbefragung über die politische Zukunft Kataloniens nicht angesetzt, sondern es regelt nur die Rechtsfigur der „nicht-referendiellen Volksbefragung“.

### Anberaumung der Volksbefragung
Nach seinem Inkrafttreten beraumte der katalanische Ministerpräsident am 27. September 2014 gestützt auf dieses Gesetz die „nicht-referendielle Volksbefragung“ mit der konkret formulierten Abstimmungsfrage per Dekret für den 9. November 2014 an.
Mit einer Öffentlichkeitskampagne der Generalitat unter dem Schlagwort Tú Decides („Du entscheidest“) wurde für die Teilnahme an der beabsichtigten Volksbefragung am 9. November 2014 geworben.

### Aussetzung durch das Verfassungsgericht
Die spanische Regierung beschloss am 29. September 2014, sowohl gegen das Gesetz als auch gegen das Dekret über die Anberaumung der Volksbefragung unverzüglich einen Normenkontrollantrag beim Verfassungsgericht zu stellen.
Das Verfassungsgericht nahm diese Anträge noch am selben Tag zur Entscheidung an. Mit der Annahme der Anträge zur Entscheidung werden Gesetz und Dekret nach der spanischen Verfassung automatisch vorläufig außer Vollzug gesetzt. Das Verfassungsgericht muss binnen fünf Monaten darüber entscheiden, ob die vorläufige Suspendierung des Gesetzes und des Dekrets bis zum Endurteil aufrechterhalten bleibt oder aufgehoben wird.
Das Verfassungsgericht hat im weiteren Verfahren u. a. darüber zu entscheiden, ob die durch das Gesetz geschaffene „nicht-referendielle Volksbefragung“ trotz dieser Bezeichnung verfassungsrechtlich nicht dennoch ein „Referendum“ ist.

### Reaktion der Generalitat und der Befürworter auf die Aussetzung
Die Internetseite der Öffentlichkeitskampagne Tú Decides blieb im Netz, erhielt aber auf der Titelseite den Hinweis auf die Aussetzung durch das Verfassungsgericht und dass die Seite aufgrund dieser Aussetzung auf weiteres nicht aktualisiert werde. Es wurde keine Fernsehwerbung für die Kampagne mehr ausgestrahlt.
Am 1. Oktober 2014 wählte das katalanische Parlament trotz der Aussetzung die sieben Mitglieder der Comissió de Control, bei der es sich um eine Art obersten Wahlausschuss für die Volksbefragung handelt, der u. a. für die Feststellung des Abstimmungsergebnisses zuständig sein soll. Die Parlamentarier der PSC, der PP und von Ciutadans nahmen nicht an der Wahl teil, weil sie sie für mit der Aussetzung nicht vereinbar hielten.
Am 3. Oktober 2014 kamen Vertreter der die Volksbefragung stützenden politischen Kräfte zu einer über siebenstündigen Sitzung zusammen, um das weitere Vorgehen zu beraten. Als Ergebnis wurde bekanntgegeben, dass man an der Abhaltung der Volksbefragung am 9. November 2014 festhalte. Welche konkreten Schritte folgen sollten, wurde aber nicht mitgeteilt.
Am 4. Oktober 2014 wurde dann der TV-Spot der Öffentlichkeitskampagne der Generalitat wieder im Regionalfernsehen ausgestrahlt. Er beginnt wie der ursprüngliche, bricht dann aber nach wenigen Sekunden ab, und es erscheint ein schwarzer Bildschirm, auf dem mitgeteilt wird, dass die Kampagne aufgrund der Anfechtung durch die Regierung ausgesetzt ist, die Regionalregierung aber juristische und politische Initiativen ergreife, um „die Ausübung des Rechts, über die politische Zukunfts Kataloniens zu entscheiden“ zu garantieren.

### Absage der formellen Volksbefragung und Ankündigung einer alternativen Befragung
Da sich die Außervollzugsetzung des Dekrets über die Anberaumung der Volksbefragung durch das Verfassungsgericht ausdrücklich auch auf alle der Vorbereitung der Volksbefragung dienenden Handlungen erstreckte, bestand die Gefahr, dass sich Mitglieder der Regionalregierung, aber auch einfache Beamte bei einem Weiterbetreiben der Vorbereitungsmaßnahmen wegen Missachtung einer Gerichtsentscheidung strafbar machen könnten.
Mitte Oktober 2014 bestand die Suspendierung der Volksbefragung fort und es wurde klar, dass die für die einzelnen Verfahrensschritte (Aufstellung des Wählerverzeichnisses, Festlegung der Wahllokale etc.) im Gesetz vorgesehenen Fristen nicht mehr eingehalten werden konnten.
Am 13. Oktober 2014 kam es zu einem weiteren Zusammentreffen der die Volksbefragung befürwortenden Kräfte. An deren Ende wurde bekannt, dass die für den 9. November 2014 angesetzte förmliche Volksbefragung von der Regionalregierung nicht weiterverfolgt werde.
Am 14. Oktober 2014 gab Ministerpräsident Mas in einer Pressekonferenz bekannt, dass es am 9. November 2014 Abstimmungslokale, Stimmzettel und Wahlurnen geben werde. Man werde einen alternativen Weg suchen, eine Befragung abzuhalten. Auf welche Rechtsgrundlage er sich hierfür stützen will, teilte er nicht mit. Es werde auch keine formelle Anberaumung der Befragung geben, da eine solche einen Verwaltungsakt darstelle, der von der Zentralregierung angefochten werden könne. Die Regionalregierung werde die Abstimmungslokale bereithalten und die Abstimmung mit Hilfe von „20.000 Freiwilligen“ organisiert. Bei dieser alternativen Art der Volksbefragung könne es sich auch nur um eine „Vor-Abstimmung“ handeln. Die endgültige Abstimmung könne jetzt nur noch durch eine Neuwahl des Regionalparlaments erfolgen, zu der die eine Unabhängigkeit der Region befürwortenden Parteien mit einer gemeinsamen Liste und einem gemeinsamen Programm antreten, also durch eine Wahl mit plebiszitärem Charakter.

### Aussetzung der alternativen Befragung durch das Verfassungsgericht und Festhalten der Regionalregierung an ihr
Am 31. Oktober 2014 reichte die spanische Regierung auch gegen die geplante alternative Befragung Verfassungsklage ein. Mangels einer konkreten anfechtbaren Rechtsnorm wird der Gegenstand der Klage in dieser wie folgt beschrieben: „die Tätigkeiten der Generalidad de Cataluña in Bezug auf den Aufruf an die Katalanen und die in Katalonien wohnhaften Personen, ihre Meinung zur politischen Zukunft Kataloniens am 9. November in einem sog. «Prozess der Bürgerbeteiligung», wie er auf der Internetseite http://www.participa2014.cat/es/index.html beschrieben ist, zum Ausdruck zu bringen“.
Das Verfassungsgericht nahm am 4. November 2014 auch diese Klage zur Entscheidung an und verfügte entsprechend die Aussetzung des „Bürgerbeteiligungsprozesses“ bzw. der Volksbefragung.
Der Sprecher der katalanischen Regionalregierung kündigte nach Bekanntwerden der Entscheidung an, dass man dennoch an der alternativen Befragung festhalten werde. Dies stelle auch keinen Verstoß gegen die Entscheidung dar, weil „wir seit dem 14. Oktober nicht das machen, was die spanische Regierung glaubt, was wir tun“.

### Verfahren der alternativen Befragung und Ablauf des 9. November
Vor dem 9. November 2014 wurden weder Wahlbenachrichtigungen an die Abstimmungsberechtigten versandt, noch wurden Wählerverzeichnisse erstellt, da insoweit eine Verwendung der Daten aufgrund der fehlenden gesetzlichen Grundlage der Abstimmung gegen Datenschutzrecht verstoßen hätte.
Das für sie zuständige Abstimmungslokal konnten die Wahlberechtigten über das Internet abrufen oder telefonisch erfragen. Die Generalitat teilte mit, dass es insgesamt 6430 Abstimmungslokale in 941 Gemeinden gegeben habe. Lediglich in sechs Gemeinden gab es damit kein eigenes Abstimmungslokal.
Um abstimmen zu können, musste der Wahlberechtigte seinen Personalausweis vorlegen. Seine Daten (Name und Ausweisnummer) wurden dann in eine nummerierte Wählerliste eingetragen und in einem Computer erfasst, womit Mehrfachstimmabgaben vermieden werden sollten. Vor der Stimmabgabe musste der Abstimmende – anders als bei Wahlen – hinter seiner Eintragung in der Wählerliste unterschreiben, womit er sein Einverständnis mit der Erhebung der Daten erklärte.
Die Abstimmungslokale waren – wie bei Wahlen in Spanien üblich – von 9 bis 20 Uhr geöffnet.
Zur Teilnahme berechtigt waren unabhängig von ihrer Staatsangehörigkeit alle Personen ab 16 Jahren, aus deren Ausweis sich eine Anschrift in Katalonien ergab. Auch im Ausland war die Abstimmung in 17 Abstimmungslokalen möglich. Um auch am 9. November 2014 verhinderten Personen eine Beteiligung zu ermöglichen, soll eine Stimmabgabe bei den sieben Bezirksverwaltungen der Generalitat auch noch im Zeitraum vom 10. bis zum 25. November 2014 möglich sein.
Da die spanische Regierung trotz der Aussetzung durch das Verfassungsgericht keine konkreten Schritte zu einer Verhinderung der Abstimmung ergriff, fand sie am 9. November 2014 statt. Mehrere am 9. November gestellte Eilanträge (unter anderem von der UPyD), die Abstimmung durch Schließung der Abstimmungslokale zu unterbinden, wies der Bereitschaftsrichter in Barcelona als unverhältnismäßig ab.
Die Abstimmung verlief ohne größere Zwischenfälle.

### Beteiligung und vorläufiges Ergebnis
Nach Angaben der Regionalregierung nahmen 2.305.290 Personen am 9. November 2014 an der Abstimmung teil. Weil es kein Wählerverzeichnis gab, lässt sich die Beteiligung nicht genau ermitteln, sondern nur anhand anderer statistischer Daten schätzen. Die Medien gehen davon aus, dass sich damit etwa ein Drittel der Abstimmungsberechtigten beteiligten.
Das Ergebnis teilte die Regionalregierung wie folgt mit: 1.861.753 Stimmen (80,76 %) mit einem „Ja“ auf beide Fragen (also für die Unabhängigkeit), 232.182 Stimmen (10,07 %) mit „Ja“ auf die erste und „Nein“ auf die zweite Frage, 22.466 Stimmen (0,97 %) mit „Ja“ auf die erste und keiner Angabe zur zweiten Frage, 104.772 Stimmen (4,54 %) mit „Nein“ auf die erste Frage, 12.986 leere Stimmzettel (0,56 %) und 71.131 „andere“ (3,09 %). Da es sich um einen Bürgerbeteiligungsprozess handelte, bestand keine Bindung an die Fragen und Antworten auf dem Stimmzettel, sodass jede beliebige Meinungsäußerung zulässig war. Solche Stimmzettel wurden unter „andere“ zusammengefasst.

## Positionen der politischen Parteien
Die im Regionalparlament von Katalonien vertretenen Parteien vertreten folgende Positionen zur politischen Zukunft Kataloniens und der Volksbefragung:
- CiU: Es handelt sich um einen Parteienverband aus den beiden selbständigen, bürgerlichen Parteien CDC (liberal) und UDC (christdemokratisch). Beide Parteien befürworten die Volksbefragung. Die CDC wirbt für ein „Ja“ auf beide Fragen. Die UDC hingegen hat ihren Mitgliedern empfohlen, auf die erste Frage mit „Ja“ zu antworten und für die zweite Frage keine Empfehlung ausgesprochen.

- ERC: Die linke katalanische Partei befürwortet die Volksbefragung und die Unabhängigkeit Kataloniens als Mitgliedsstaat der EU. Auf lange Sicht wünscht die ERC einen gesamt-katalanischen Staat bestehend aus den Autonomen Gemeinschaften Katalonien, Valencia und Balearen, Teilen der Autonomen Gemeinschaft Aragonien (Franja de Aragón) und dem in Südfrankreich gelegenen Nordkatalonien (Pankatalanismus).

- PSC: Es handelt sich um die katalanische Schwesterpartei der spanischen sozialdemokratischen PSOE. Die offizielle Parteilinie ist, eine Volksbefragung zu befürworten, soweit diese sich im Rahmen der spanischen Verfassung bewegt und ein Einverständnis über ihre Abhaltung mit der Zentralregierung in Madrid erzielt wird. Inhaltlich befürwortet die Partei eine föderalistische Lösung. Es existiert jedoch auch ein „katalanistischer“ Sektor in der Partei, der für die Unabhängigkeit eintritt.

- PP: Der katalanische Regionalverband der gesamtspanischen konservativen PP lehnt eine Volksbefragung ab und tritt für die Beibehaltung des status quo ein. Teilweise wird jedoch eine verbesserte Finanzausstattung der Region gefordert.

- ICV-EUiA: Die ICV ist eine katalanisch-ökosozialistische Partei, die EUiA der Regionalverband der gesamtspanischen Linkspartei IU. Beide Parteien treten seit längerem zu Wahlen gemeinsam an und bilden eine gemeinsame Fraktion. Sie befürworten das Selbstbestimmungsrecht Kataloniens und die Volksbefragung. Was die politische Zukunft Kataloniens angeht, reichen die Ansichten in von einer föderalistischen Lösung bis hin zur Unabhängigkeit. Eine offizielle Parteilinie gibt es zu dieser Frage nicht.

- Ciutadans (C's): Diese Gruppierung versteht sich als nicht-katalanisch-nationalistische Mitte-links-Partei. Sie lehnt ein Selbstbestimmungsrecht Kataloniens und eine Volksbefragung ab und befürwortet das geltende spanische Staatsmodell der Autonomen Gemeinschaften. Dieses soll jedoch durch eine endgültige Fixierung der Kompetenzabgrenzungen „abgeschlossen“ werden.

- CUP: Diese antikapitalistisch-katalanische Partei befürwortet die Volksbefragung und – wie die ERC – die Unabhängigkeit eines gesamt-katalanischen Staates. Dieser soll nicht Mitglied der EU sein, die in ihrer jetzigen Form als Instrument des Großkapitals abgelehnt wird.

## Europäische Union
Die Europäische Union hatte bereits 2013 angekündigt, dass ein unabhängiger katalanischer Staat nicht mehr Teil der EU wäre.

## Juristisches Nachspiel
Ende November 2014 eröffnete die Staatsanwaltschaft ein Verfahren gegen Artur Mas im Zusammenhang mit der Durchführung der Volksbefragung. Ebenfalls angeklagt wurden seine Stellvertreterin Joana Ortega sowie die Kultusministerin Irene Rigau, ihnen wurde Ungehorsam, Rechtsbeugung, Amtsanmaßung sowie die Unterschlagung öffentlicher Gelder zur Last gelegt. Der Prozess begann Anfang Februar 2017. Am 13. März 2017 wurde Mas vom obersten Gericht Kataloniens zu einer Geldstrafe in Höhe von 36.500 Euro verurteilt, außerdem wurde ihm für die Dauer von zwei Jahren untersagt, politische Ämter zu bekleiden. Er kündigte umgehend an, vor das oberste Gericht Spaniens und notfalls vor den Europäischen Gerichtshof zu ziehen, da er wenig Vertrauen in das Justizsystem seines Heimatlandes habe. Mas’ Mitangeklagte wurden ebenfalls zu Geldstrafen und politischen Betätigungsverboten verurteilt: Ortega zu 30.000 Euro und 21 Monaten, Rigau zu 24.000 Euro und 18 Monaten.